# Josef Khek
Josef Khek (28. února 1920 – ???) byl český a československý politik a poúnorový bezpartijní poslanec Národního shromáždění ČSR.

## Biografie
K roku 1954 se profesně uvádí jako člen ONV ve Vlašimi a soukromě hospodařící rolník v Třebešicích.
Ve volbách roku 1954 byl zvolen do Národního shromáždění jako bezpartijní ve volebním obvodu Praha-venkov. V parlamentu setrval do konce funkčního období, tedy do voleb v roce 1960.